# Ма Кай
Ма Кай (род. в июне 1946, Цзиньшань (Шанхай)) — китайский государственный деятель, 4-й по рангу вице-премьер Госсовета КНР (2013—2018), член Политбюро ЦК КПК.
Член КПК с августа 1965 года, член ЦКПД 15 созыва, член ЦК КПК 16-17 созывов, член Политбюро ЦК КПК 18 созыва.

## Биография

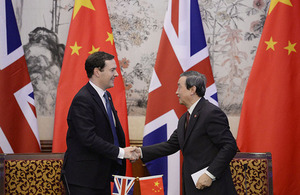
Ма Кай (справа) и Джордж Осборн, окт. 2013 года

По национальности ханец. Его отец служил в 8-й НРА.
Степень магистра экономики получил на кафедре политэкономии Китайского народного университета, где учился в 1979—1982 гг.
В 1986—1988 гг. глава Пекинского управления контроля цен.
В 1988—1993 гг. заместитель начальника Государственного управления контроля цен Китая.
В 1993—1995 гг. заместитель начальника Государственного комитета по реформе экономической системы Китая.
В 1995—1998 годах зампред Госплана.
В 1998—2003 годах замгенсека Госсовета КНР, с 2000 года — в ранге министра.
В 2003—2008 годах председатель Государственного комитета по развитию и реформам КНР (бывший Госплан). В мае 2003 года также возглавил Руководящую группу Госсовета КНР по освоению западных районов.
В 2008—2013 годах член Госсовета КНР и его ответственный секретарь (генсек). Одновременно ректор Китайской академии управления.
С марта 2013 по март 2018 года вице-премьер Госсовета КНР (4-й по рангу). Член Политбюро ЦК КПК.
Женат, есть дочь.